# 皮什縣

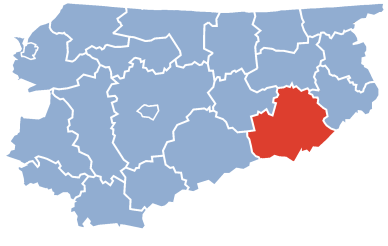

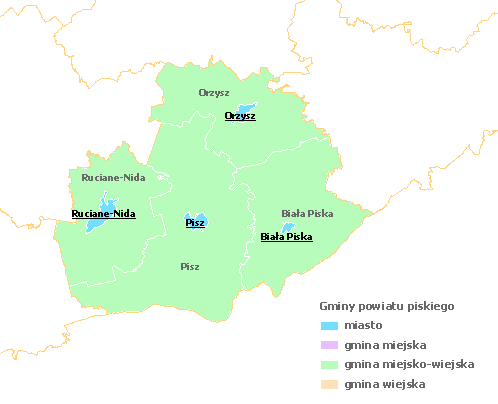

53°37′N 21°48′E / 53.617°N 21.800°E
皮什縣（波蘭語：Powiat piski），是波蘭的縣份，位於該國東北部，由瓦爾米亞-馬祖里省負責管轄，首府設於皮什，面積1,776平方公里，2006年人口57,553，人口密度每平方公里32人。